# Panna z mokrą głową (serial telewizyjny)
Panna z mokrą głową – polski serial dla młodzieży. Serial jest telewizyjną wersją filmu kinowego Panna z mokrą głową zrealizowanego według powieści Kornela Makuszyńskiego.

## Obsada aktorska
- Paulina Tworzyańska − Irenka Borowska
- Anna Nehrebecka − matka Irenki
- Marek Kondrat − Henryk Borowski, ojciec Irenki
- Anna Milewska − Cecylia, babcia Irenki
- Iga Cembrzyńska − ciotka Amelia
- Hanna Stankówna − ciotka Barbara
- Antoni Frycz − Jasio, brat Irenki
- Beata Tyszkiewicz − hrabina Ewelina Opolska, kuzynka Irenki
- Marian Opania − doktor Zenobiusz Lipień
- Jerzy Bińczycki − ksiądz
- Rafał Wieczyński − Józef Podkówka, nauczyciel Irenki
- Anna Dymna − matka Zbyszka, właścicielka pensjonatu "Ustronie" w Zakopanem
- Rafał Zwierz − Zbyszek
- Sławomir Orzechowski − Zgierski, wierzyciel Borowskiego
- Cezary Domagała − Jan Zadora, słynny tenor
- Krzysztof Kowalewski − teść Podkówki
- Anna Gornostaj − żona Podkówki
- Joanna Jędryka − matka Podkówki
- Jarema Stępowski − Józef, lokaj hrabiny
- Kazimierz Mazur − stajenny w majątku Borowskich
- Jan Prochyra − złodziej w dworku Borowskich
- Antonina Girycz − właścicielka sklepu w Zakopanem
- Ilona Kucińska − wieśniaczka w majątku Borowskich
- Katarzyna Bargiełowska
- Jerzy Łazewski

## Lista odcinków
- Grunt to rodzinka
- Uczył Marcin Marcina
- Ostatnia walka Don Kichota
- Na przekór losowi
- Podróż do krainy marzeń
- Od pierwszego spojrzenia